# Керновідбірний снаряд
Керновідбірний снаряд (рос. керноотборный снаряд; англ. core sampler; нім. Bohrlochkernentnahmegerät n, Kernheber m) — пристрій для відбирання керна в процесі буріння.
Керновідбірний снаряд опускають у свердловину на бурильних трубах, знизу до К.с. приєднують породоруйнуючий інструмент.